# Racing Club de Avellaneda
Racing Club este un club de fotbal din Avellaneda o suburbie a orașului Buenos Aires. Fondată în 1903, este considerată una dintre cele mai mari cinci echipe din Argentina. Clubul acum joacă în Primera Division Argentina. Meciurile de acasă le susține pe El Cilindro de Avellaneda cu o capacitate de 64.161 de locuri.
Echipa este identificată prin culorile albastru deschis și alb, în onoarea Argentinei. În afară de fotbal, alte sporturi practicate la Racing sunt gimnastica artistică, baschet, box, hochei pe iarbă, handbal, arte marțiale, patinaj cu role, tenis și volei.

## Lotul actual
La 28 ianuarie 2025.
| Nr. |           | Poziție | Jucător                 |
| --- | --------- | ------- | ----------------------- |
| 1   | Argentina | P       | Francisco Gómez         |
| 2   | Argentina | F       | Agustín García Basso    |
| 3   | Argentina | F       | Marco Di Cesare         |
| 5   | Argentina | M       | Juan Ignacio Nardoni    |
| 7   | Argentina | A       | Maximiliano Salas       |
| 9   | Argentina | A       | Adrián Martínez         |
| 10  | Argentina | A       | Luciano Vietto          |
| 11  | Argentina | M       | Matías Zaracho          |
| 12  | Argentina | P       | Thiago De Bellis        |
| 13  | Argentina | M       | Santiago Sosa           |
| 15  | Uruguay   | F       | Gastón Martirena        |
| 16  | Uruguay   | M       | Martín Barrios          |
| 19  | Argentina | F       | Ignacio Rodríguez       |
| 20  | Argentina | F       | Germán Conti            |
| 21  | Chile     | P       | Gabriel Arias (căpitan) |

| Nr. |           | Poziție | Jucător                                   |
| --- | --------- | ------- | ----------------------------------------- |
| 23  | Argentina | F       | Nazareno Colombo                          |
| 24  | Argentina | M       | Adrián Fernández (on loan from San Telmo) |
| 25  | Argentina | P       | Facundo Cambeses                          |
| 26  | Paraguay  | M       | Richard Sánchez                           |
| 27  | Argentina | F       | Gabriel Rojas                             |
| 28  | Argentina | A       | Santiago Solari                           |
| 32  | Argentina | M       | Agustín Almendra                          |
| 34  | Argentina | F       | Facundo Mura                              |
| 35  | Argentina | F       | Santiago Quirós                           |
| 36  | Argentina | M       | Bruno Zuculini                            |
| 41  | Argentina | A       | Ramiro Degregorio                         |
| 43  | Argentina | F       | Gonzalo Escudero                          |
| 49  | Argentina | M       | David González                            |
| 59  | Argentina | F       | Fabián Sánchez                            |
| 77  | Uruguay   | A       | Adrián Balboa                             |

## Internaționali importanți
Jose della Torre
Fernando Paternoster
Natalio Perinetti
Pedro Dellacha
Omar Oreste Corbatton
Federico Sacchi
Raul Belen
Ruben Sosa
Roberto Perfumo
Carlos Squeo
Daniel Killer
Ricardo Villa
Juan Barbas
Jose van Tuyne
Nestor Fabbri
Julio Olarticoechea
Jorge Borelli
Marcelo Delgado